# Улица Героев Днепра (Киев)
Улица Героев Днепра— улица в Оболонском районе г. Киева, жилой массив Оболонь. Простирается от Богатырской улицы до проспекта Владимира Ивасюка.
Прилегают Оболонский проспект и улица Зои Гайдай.

## История
Запроектирована в 1960-е года как улица без названия № 8 архитекторами Слуцким Г. М. и Будиловским М. П.. Название в честь Героев Днепра — с 1970 года. Застройка улицы началась в 1976–1977 годах.
С 1978 года по улице проложены трамвайные пути. В 2001 году по улице было начато троллейбусное движение.

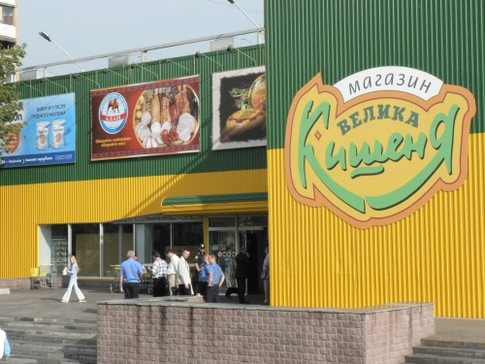
Супермаркет "Велика Кишеня"

## Заведения
- Супермаркет «Велика кишеня» (Большой карман) (дом №31а)
- Детский оздоровительно-экологический центр (дом №32в)
- Школа-детсад «Забота» (дом №38а)
- Библиотека №129 для детей (дом №35)
- Дошкольное учебное заведение №662 (дом №55)
- Дошкольное учебное заведение №663 (дом №69)
- Рынок «Оболонь» (дом №41)

Вулиці Києва : довідник :  [укр.] / За ред. А. В. Кудрицького. — К. : Українська енциклопедія ім. М. П. Бажана, 1995. — С. 50. — ISBN 5-88500-070-0.
Киев : энциклопедический справочник / под ред. А. В. Кудрицкого. — 2-е изд. — Киев : Главная редакция Украинской Советской Энциклопедии, 1985. — С. 135.